# Schidax coronaria
Schidax coronaria är en fjärilsart som beskrevs av John Kern Strecker 1899. Schidax coronaria ingår i släktet Schidax och familjen Uraniidae. Inga underarter finns listade.